# Auroville
Auroville, A Cidade da Aurora, conhecida como "A Cidade do Amanhecer", é uma povoação internacional ou ecovila, fundada em 1968, na costa do Tamil Nadu, perto de Pondicherry, no sul da Índia, construída com o propósito de realizar a unidade humana comunitária na diversidade, onde todos, pudessem viver em harmonia, independentemente de nacionalidade, raça, crença e politica.
Conta atualmente com cerca de 2 mil pessoas, um terço das quais indianas e as demais originárias de 35 países do mundo todo, inclusive do Brasil.
Foi fundada dentro dos princípios da ioga integral, criada por Mira Alfassa, desenvolvida por ela e seu guru Sri Aurobindo.
O município foi criado com o apoio do governo indiano, da UNESCO e de simpatizantes de todo o mundo, mas está se tornando cada vez mais auto-suficiente ao longo do tempo.
A cidade tem a forma de uma espiral para simbolizar a evolução humana e no centro ergue-se o Templo de Matrimandir.
O sistema económico e financeiro funciona entre eles num sistema de trocas de serviço (Economia de oferta). Para dar consistência à sua autossustentabilidade desta cidade e seus habitantes, estes construíram nomeadamente vinte quintas, uma rede de distribuição dos alimentos e um supermercado cooperativo, restaurantes, artesanato, espaços de energias alternativas, entre outros. 

## Carta Constitucional de Auroville
1. Auroville não pertence a ninguém em particular. Pertence à Humanidade como um todo. Mas para viver em Auroville é necessário ser o servidor voluntário da Consciência Divina.

1. Será o lugar de uma educação sem fim, de um progresso constante e de uma juventude que nunca envelhece.

1. Quer ser a ponte entre o passado e o futuro. Aproveitando todas as descobertas interiores e exteriores, Auroville dará um salto decisivo em direção a realizações futuras

1. Será um lugar de pesquisas materiais e espirituais para uma manifestação concreta e viva de uma Unidade Humana real[2].

## Outras comunidades
- Arcosanti no Arizona , onde vivem, mais ou menos 150 pessoas.
- Findhorn na Escócia, onde eles vivem, mais ou menos 1.000 pessoas.
- Inkiri Piracanga na Bahia,  nordeste do Brasil, o  número exato de habitantes é desconhecido.
- Tamera no Alentejo, no Sul de Portugal, onde vivem aproximadamente 160 pessoas.